# Flaminio Fontana

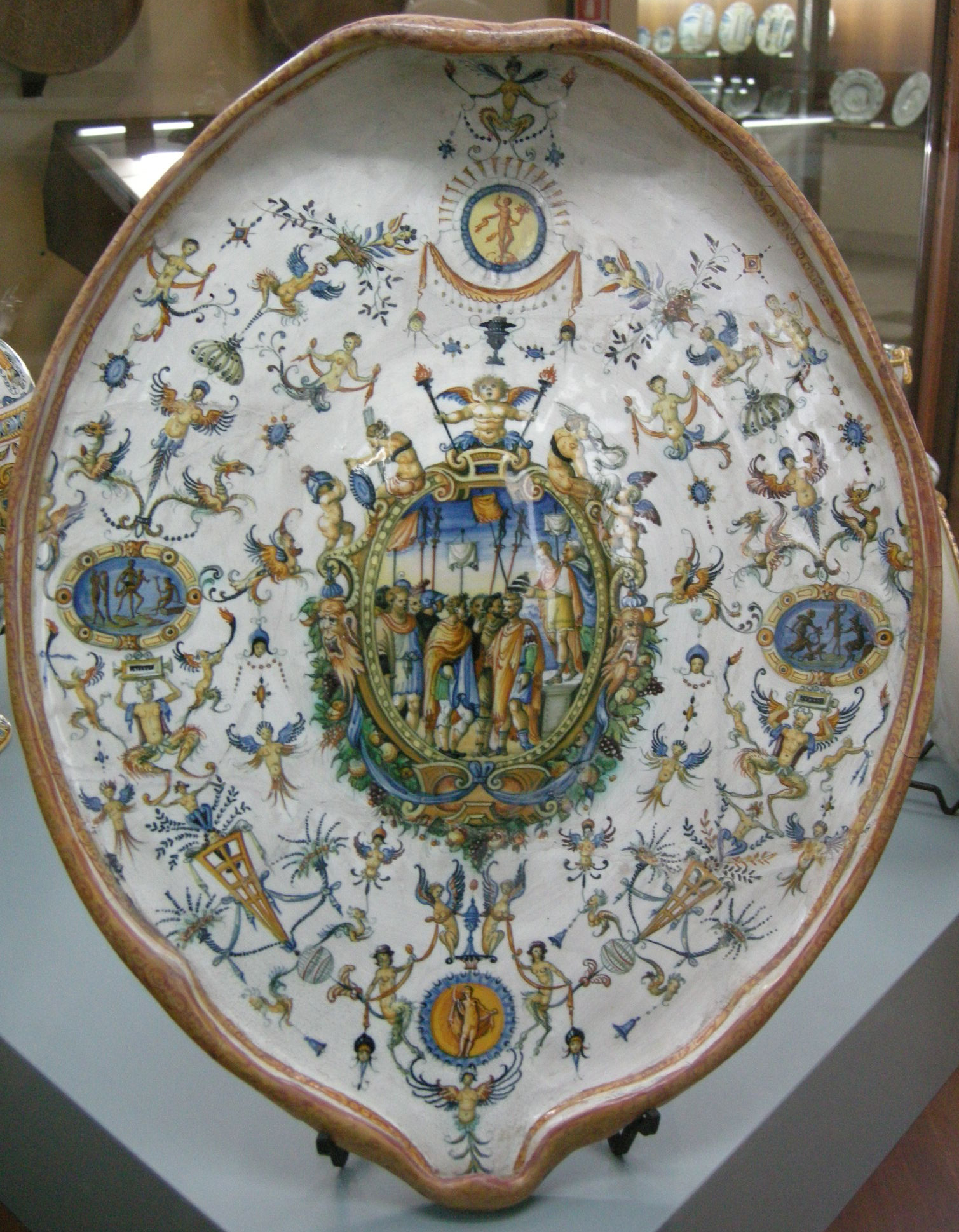
Urbino, bottega di Orazio o di Flaminio Fontana, coperchio a forma di tartaruga, 1565-1575

Flaminio Fontana (Urbino, XVI secolo – Urbino, XVI secolo) è stato un ceramista italiano.
.

## Biografia
Le tradizioni dei ceramisti Fontana - una famiglia originaria di Casteldurante (oggi Urbania) e trapiantata ad Urbino - avevano avuto origine con un ceramista noto come Niccolò Pellipario e che in realtà si chiamava di cognome Schippe. Suo figlio Guido portò avanti la bottega e intorno al 1553 cambiò il cognome originario Schippe in Fontana.
Flaminio era figlio di Nicola Fontana - anch'egli ceramista e figlio di Guido - morto troppo giovane per lasciare un segno identificabile nella bottega di famiglia. Flaminio fu quindi allevato dallo zio Orazio, un altro figlio che Guido aveva avuto dalla prima moglie Giovanna Vichi.
L'opera di Flaminio Fontana non è sempre ben identificabile, rispetto a quella dello zio Orazio, che è il ceramista più noto della famiglia. Rimasto orfano, nell'atto di divisione dei beni del 1565, intercorso fra Guido e suo figlio Orazio, la tutela dei due orfani lasciati da Nicola Fontana fu assegnata per tre anni ad Orazio. Morto Orazio, nel 1571, Flaminio portò avanti la bottega ad Urbino, restando per un po' di tempo in società con la zia Agnese.. Nel 1572 il granduca Francesco de' Medici lo chiamò a Firenze, dove Flaminio lavorò per la corte e frequentò l'architetto Bartolomeo Ammannati, che aveva sposato la poetessa di Urbino Laura Battiferri.

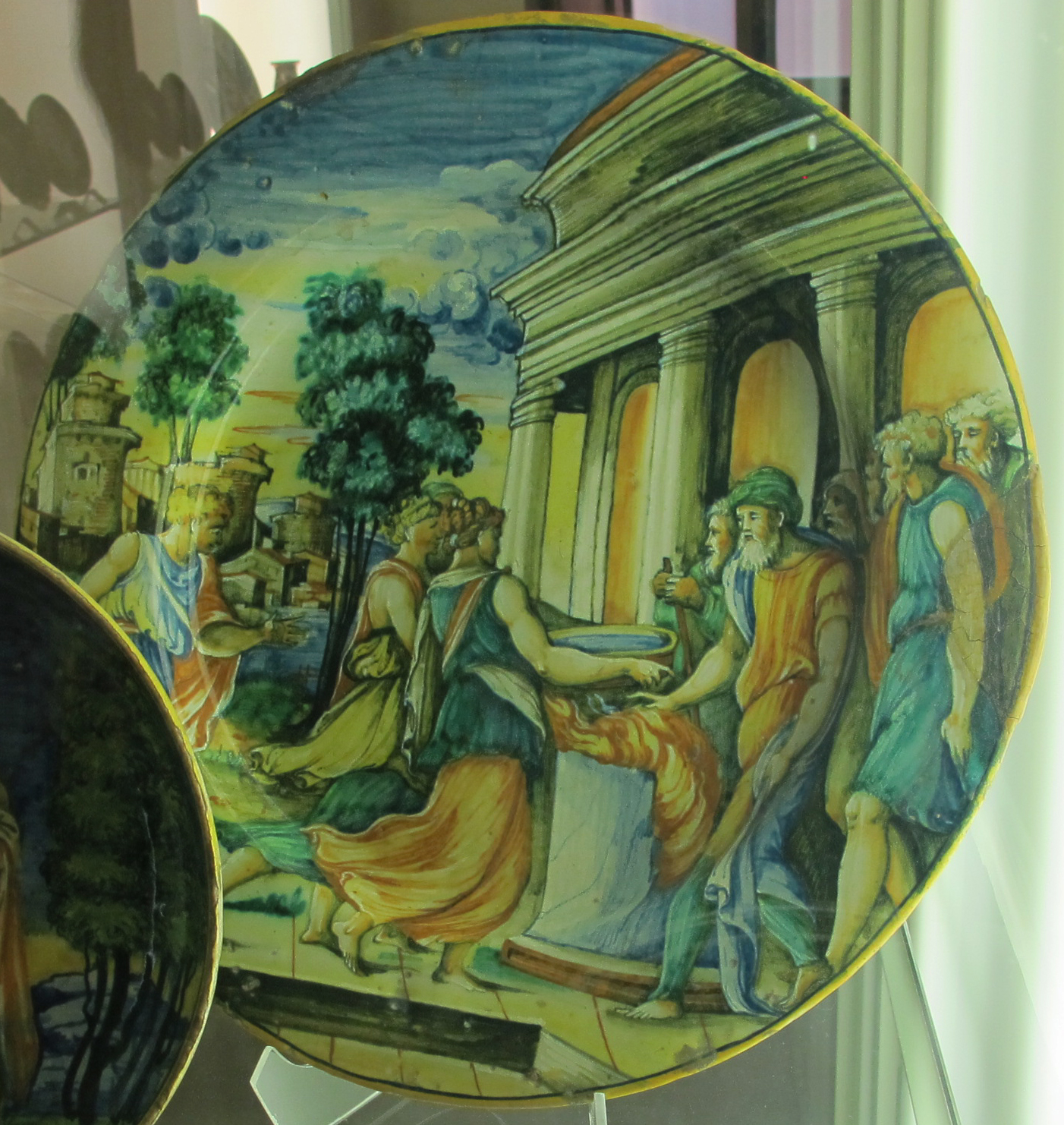
Urbino, bottega di Flaminio Fontana, storia della vestale Tuccia, 1550-1575 circa (Museo Nazionale d'Arte Medievale e Moderna)

Era stato probabilmente il cardinale Ferdinando de' Medici ad introdurlo alla corte fiorentina: in una lettera da Roma, datata 15 maggio 1571, il cardinale citava infatti "il giovane di Urbino". Flaminio Fontana nel 1573 ricevette pagamenti e privilegi da parte dei Medici. Si trattenne fino al 1578 a Firenze, dove fondò una scuola di pittura su maiolica. Dal 1587 al 1591 Flaminio risulta nuovamente ad Urbino, dove "fu creato del numero de' priori". Non si conosce l'anno di morte. Con lui si chiude la quarta ed ultima generazione dei ceramisti Fontana.

### Opere
A Flaminio sono stati attribuiti un piatto oggi al Museo del Bargello di Firenze e altri tre piatti istoriati, al Castello Sforzesco, in cui egli ha rappresentato Mosè fa scaturire le acque, Marco Curzio si getta nella voragine e Scipione dopo la resa di Cartagine. Attribuito a Flaminio è anche il rinfrescatoio trilobato del Museo nazionale di Firenze con L'accampamento di soldati, opera che preannuncia l'arrivo del gusto barocco ad Urbino e a Pesaro, nel decoro degli oggetti di uso quotidiano. Questo rinfrescatoio è eccellente in particolare nella modellazione dei mascheroni e degli animali fantastici e nei decori realizzati in stile raffaellesco.
Un altro suo piatto, con Il giudizio di Paride, è a Venezia al Museo Correr ed è siglato al rovescio del piedino con le iniziali "F. Fo". Il piatto, conservato al Museo civico di Padova e che è decorato con le Storie di Antonio ed Ottaviano, è attribuito a Flaminio ed è stato datato 1570 da Carla Bernardi. Un catino istoriato, realizzato nel 1574 (40x71 cm), è ora a Londra, alla Wallace Collection.

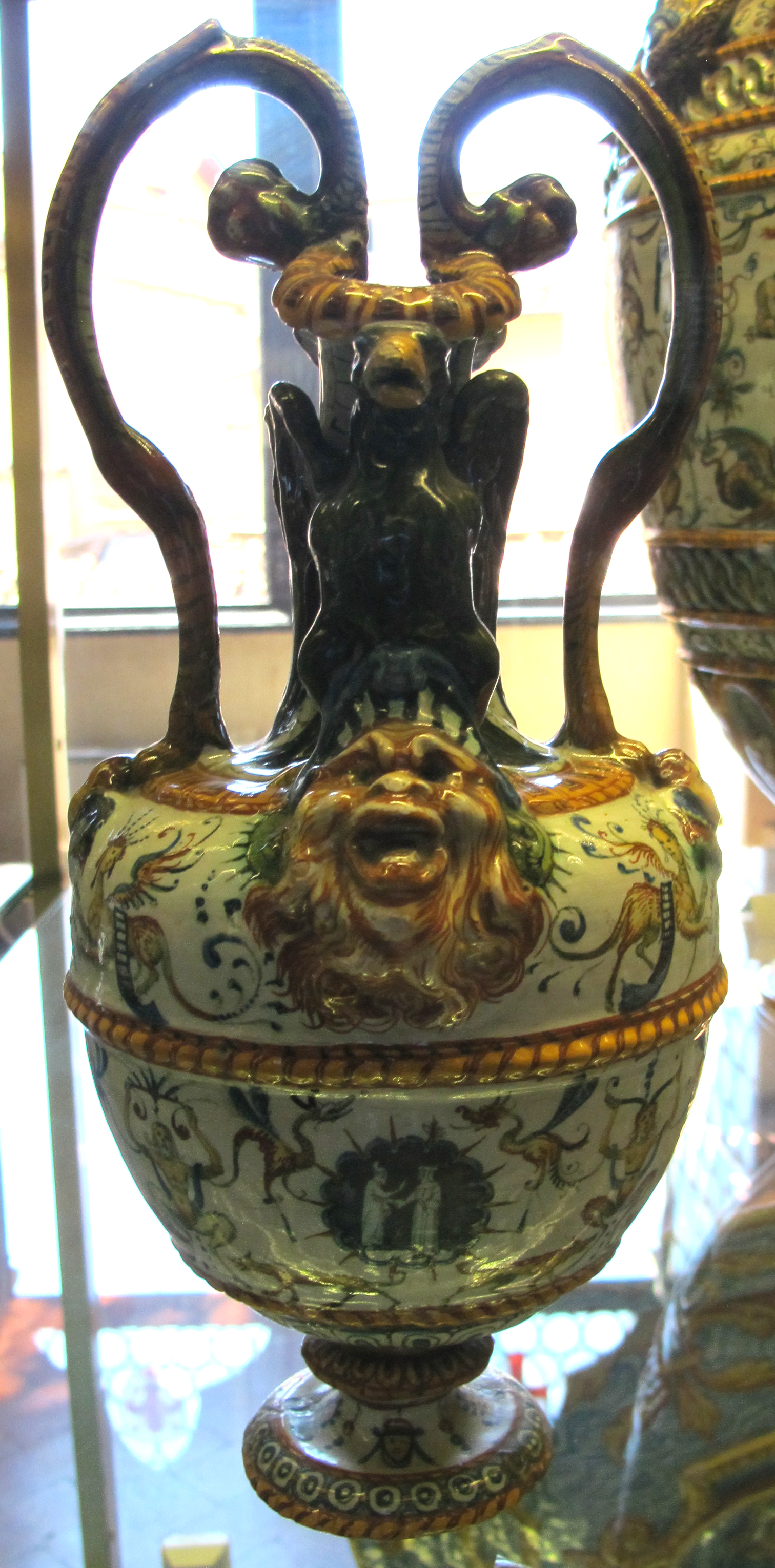
Urbino, Flaminio Fontana (attr.), versatore a raffaellesche con aquile, 1573 circa